# Mark Midler
Mark Petrovich Midler –en ruso, Марк Петрович Мидлер– (24 de septiembre de 1931-31 de mayo de 2012) fue un deportista soviético que compitió en esgrima, especialista en la modalidad de florete.
Participó en cuatro Juegos Olímpicos de Verano entre los años 1952 y 1964, obteniendo dos medallas, oro en Roma 1960 y oro en Tokio 1964. Ganó once medallas en el Campeonato Mundial de Esgrima entre los años 1957 y 1967.

## Palmarés internacional
| Juegos Olímpicos   | Juegos Olímpicos            | Juegos Olímpicos  | Juegos Olímpicos    |
| Año                | Lugar                       | Medalla           | Prueba              |
| ------------------ | --------------------------- | ----------------- | ------------------- |
| 1960               | Roma (Italia)               | Medalla de oro    | Florete por equipos |
| 1964               | Tokio (Japón)               | Medalla de oro    | Florete por equipos |
| Campeonato Mundial |                             |                   |                     |
| Año                | Lugar                       | Medalla           | Prueba              |
| 1957               | París (Francia)             | Medalla de plata  | Florete individual  |
| 1958               | Filadelfia (Estados Unidos) | Medalla de plata  | Florete por equipos |
| 1959               | Budapest (Hungría)          | Medalla de oro    | Florete por equipos |
| 1959               | Budapest (Hungría)          | Medalla de bronce | Florete individual  |
| 1961               | Turín (Italia)              | Medalla de oro    | Florete por equipos |
| 1961               | Turín (Italia)              | Medalla de bronce | Florete individual  |
| 1962               | Buenos Aires (Argentina)    | Medalla de oro    | Florete por equipos |
| 1963               | Danzig (Polonia)            | Medalla de oro    | Florete por equipos |
| 1965               | París (Francia)             | Medalla de oro    | Florete por equipos |
| 1966               | Moscú (URSS)                | Medalla de oro    | Florete por equipos |
| 1967               | Montreal (Canadá)           | Medalla de plata  | Florete por equipos |